# Tramwaje w Karpińsku
Tramwaje w Karpińsku − system komunikacji tramwajowej w rosyjskim mieście Karpińsk działający w latach 1946–1994.

## Historia
Tramwaje w Karpińsku zaczęto budować w 1944, a uruchomiono 26 czerwca 1946. Otwarty odcinek miał 2,8 km i połączył dworzec kolejowy z pocztą. Linię poprowadzono ulicami: Sowiecką, Lenina, Serowa i Parkową. W 1948 linię wydłużono o 3,5 km od poczty do przystanku „Uprawlenija Siewiernogo Razrieza”. W 1950 wydłużono linię o 1,2 km od stacji kolejowej wzdłuż ulicy Sowieckiej do szpitala nr 1. W czerwcu 1953 otwarto 16 km linię do pobliskiego Wołczańska. Wszystkie zbudowane linie były jednotorowe z mijankami. W 1956 drugi tor zbudowano w ulicy Lenina na odcinku o długości 800 m od ulicy Karola Marksa do zajezdni. Dwa lata później w 1958 wybudowano drugi tor od zajezdni do ulicy Lesopilnej. W 1959 wydłużono o 5,5 km linię od szpitala do poczty prowadząc linię ulicami: Sowiecką, Bielinskiego, Proletariacką, Suworowa i Pocztową. Nowy odcinek był jednotorowy. 22 kwietnia 1965 zlikwidowano linię tramwajową do Wołczanska. W 1967 zlikwidowano linię od poczty do przystanku „Uprawlenija Siewiernogo Razrieza”. Od tego czasu w mieście była tylko linia okólna dookoła miasta o długości 12 km. W 1989 planowano wybudować linię przez centrum wzdłuż ulicy Swierdłowa. Linię tramwajową zamknięto 1 listopada 1994.

## Tabor
Od 1946 eksploatowano tramwaje typu Ch (6 wagonów) i wagony doczepne typu M (4 wagony). W latach późniejszych eksploatowano tramwaje:
- MTW-82 dostarczone w 1950 (nr 1−4), w latach 1969−1972 (6 wagonów), wycofane z eksploatacji do 1982
- KTM-1/KTP-1, eksploatacja w latach 1950−1970

Ostatnimi tramwajami w Karpińsku były wagony typu KTM-5. Pierwsze wagony tego typu do Karpińska dostarczono w 1982. 
W latach 1953–1965 eksploatowano najwięcej wagonów – 18.